# Wszechrobotniczy Front Bojowy
Wszechrobotniczy Front Bojowy, PAME (gr. Πανεργατικό Αγωνιστικό Μέτωπο, ΠΑΜΕ; Panergatiko Agonistiko Metopo, PAME) – grecka centrala związków zawodowych utworzona w 1999 w Atenach.

## Historia
PAME powstała 3 kwietnia 1999 z inicjatywy działaczy związkowych związanych z Komunistyczną Partią Grecji. W kongresie założycielskim, odbywającym się na Stadionie Pokoju i Przyjaźni w ateńskiej dzielnicy Faliro uczestniczyło 2,500 delegatów reprezentujących 230 związków zawodowych zgrupowanych w 18 branżach zawodowych. Centrala ma charakter panhelleński i klasowy.
PAME jest krytyczna wobec działalności i kierownictwa Generalnej Konfederacji Greckich Pracowników (GSEE) oraz Konfederacji Urzędników Służby Publicznej (ADEDY) zarzucając tym centralom wspieranie kapitalistycznego porządku społecznego, procesów prywatyzacyjnych, deregulacji praw i wynagrodzeń pracowniczych i politykę pokoju społecznego. Duża część członków PAME związana jest z organizacją Odnowa Komunistyczna.
W 2016 związki zawodowe należące do PAME liczyły łącznie 850 000 członków. PAME na szczeblu międzynarodowym od 2000 jest organizacją członkowską Światowej Federacji Związków Zawodowych.